# Daman kamenjar
Daman (Procavia capensis) je sisavac iz reda pećinara (Hyracoidea) i jedina je vrsta roda Procavia. Nalik je glodavcima, a najbliži srodnici su mu slonovi i sirene. Dug je od 30 do 53 cm, rasprostranjen po stjenovitim terenima Afrike i jugozapadne Azije.
Daman ima kratke uši, kratke noge i kratak rep i šiljastu glavu. Čaporci su mu dugi i zakrivljeni nalik kopitima. Ima četiri prsta na prednjim i 3 na stražnjim nogama. Gornji zubi su mu trokutasti, srašteni. Daman kamenjar živi u kolonijama od oko 50 životinja, jede travu, a vode pije malo. 
Daman se odlično prilagodio stjenovitom terenu. Njime se hrane leopard, zmije, ptice i maleni grabežljivci poput mungosa. Glavna obrana mu je bijeg u stjenovite pukotine. Oštrim krikovima upozorava ostale pripadnike vrste da je grabežljivac u blizini, slično kao što to rade prerijski psi u Americi.

## Naziv
Hebrejski nazav za damana je shâphân, a arapski ghenam. Katkada se naziva hyrax ili kunić. Na njem. Klippschliefer, hrv. ne poznaje adekvatan naziv.
Riječ nam je došla iz Biblije.